# Præstø Kommune
Præstø Kommune i Storstrøms Amt blev dannet ved kommunalreformen i 1970. Ved strukturreformen i 2007 blev den indlemmet i Vordingborg Kommune sammen med Langebæk Kommune og Møn Kommune.

## Tidligere kommuner
Præstø havde været købstad, men det begreb mistede sin betydning ved kommunalreformen. Indtil 1970 fik Præstø Kommune Marstal-status, dvs. købstadlignende, men den deltog i amtskommunens økonomiske fællesskab.
Allerede inden selve kommunalreformen blev Præstø Kommune dannet frivilligt ved at 3 sognekommuner blev lagt sammen med Præstø Købstad og dens landdistrikt:
| Kommune                      | Folketal september 1965 | Byer      |
| ---------------------------- | ----------------------- | --------- |
| Præstø Købstad               | 1.706                   | Præstø    |
| Præstø Købstads landdistrikt | 203                     |           |
| Allerslev                    | 963                     | Allerslev |
| Jungshoved                   | 842                     |           |
| Skibinge                     | 1.232                   | Skibinge  |
| I alt                        | 4.946                   |           |

Ved selve kommunalreformen fik Præstø Kommune desuden de 2 sognekommuner Beldringe og Bårse med byen Bårse. De kom fra Bøgebjerg Kommune, der var dannet i starten af 1960'erne og desuden bestod af Udby sognekommune, som kom til Vordingborg Kommune. Ved folketællingen i november 1960 havde Beldringe 480 indbyggere og Bårse 656 indbyggere.

## Sogne
Præstø Kommune bestod af følgende sogne, alle fra Bårse Herred:
- Allerslev Sogn (Vordingborg Kommune)
- Beldringe Sogn
- Bårse Sogn
- Jungshoved Sogn
- Præstø Sogn
- Skibinge Sogn

## Borgmestre[4]
| Periode   | Navn              | Parti             |
| --------- | ----------------- | ----------------- |
| 1970-1982 | Vagn Ringius      | Socialdemokratiet |
| 1982-1986 | Poul Borén        | Venstre           |
| 1986-1990 | Vagn Ringius      | Socialdemokratiet |
| 1990-2002 | Peter Madsen      | Socialdemokratiet |
| 2002-2006 | Ole Møller Madsen | Venstre           |